# Stary Dzierzgoń
Stary Dzierzgoń (dawniej Stary Kiszpork, niem. Alt Christburg) – wieś w Polsce, położona w województwie pomorskim, w powiecie sztumskim, w gminie Stary Dzierzgoń, której jest siedzibą. Leży na terenie krainy historycznej Prusy Górne.
Miejscowość leży przy skrzyżowaniu drogi wojewódzkiej nr 515 z drogą wojewódzką nr 519. W skład sołectwa Stary Dzierzgoń wchodzą również miejscowości Bartne Łąki, Białe Błoto, Piaski Morąskie, Zakręty i Zamek.
Miejscowość jest siedzibą parafii rzymskokatolickiej pod wezwaniem Wniebowstąpienia Pańskiego, należącej do dekanatu Dzierzgoń, diecezji elbląskiej.

## Części wsi
| SIMC    | Nazwa       | Rodzaj     |
| ------- | ----------- | ---------- |
| 0157144 | Białe Błoto | przysiółek |

## Nazwa
12 listopada 1946 r. nadano miejscowości polską nazwę Stary Dzierzgoń.

## Historia
Grodzisko pruskie, przypuszczalnie będące centrum osadniczym Pomezanii. Do najwcześniejszych informacji na temat istnienia warowni w okolicy Starego Dzierzgonia należy przekaz kronikarza Piotra z Dusburga, który nawiązując do wydarzeń I powstania pruskiego (1242–1249), napisał, że rycerze zakonni w wigilię Bożego Narodzenia podstępnie zdobyli „gród Pomezanów” (castrum Pomesanorum). W okresie powstania pruskiego przeciwko Krzyżakom Prusom wspieranym przez pomorskiego księcia Świętopełka udało się jeszcze na krótko odbić go z rąk Krzyżaków. Nie mogąc go odbić Krzyżacy zbudowali warownię w Dzierzgoniu. Po zajęciu Prus Górnych przez zakon krzyżacki w 1249 roku, przez pewien czas była to placówka krzyżacka, gdzie zawarto pokój między Prusami a Zakonem Krzyżowym. Badania archeologiczne wykazały pozostałości drewnianej wieży zbudowanej przez Krzyżaków na wałach pruskiego grodu, która została spalona podczas II powstania pruskiego. Pierwotnie uważano grodzisko za twór germański, ale badania weryfikacyjne obaliły tę, postawioną przez Gustafa Kossinnę, tezę. W wyniku podziału, dokonanego 18 grudnia 1250 r. między biskupem pomezańskim a krzyżakami, Stary Dzierzgoń wraz z całością dawnej pruskiej ziemi Lingwars trafił pod zwierzchnictwo Zakonu, administracyjnie wchodząc w skład komornictwa Morany.
Akt lokacyjny wsi Stary Dzierzgoń wystawił 14 kwietnia 1312 r. w Przezmarku komtur dzierzgoński komtur dzierzgoński Gunther von Arnstein pod nazwą Alde Kirsburg (Stary Kiszpork) w 1312 r. jako wieś czynszowa na prawie chełmińskim, na 80 włókach. Sołtys otrzymał 8 włók a cztery przeznaczono na utrzymanie kościoła.

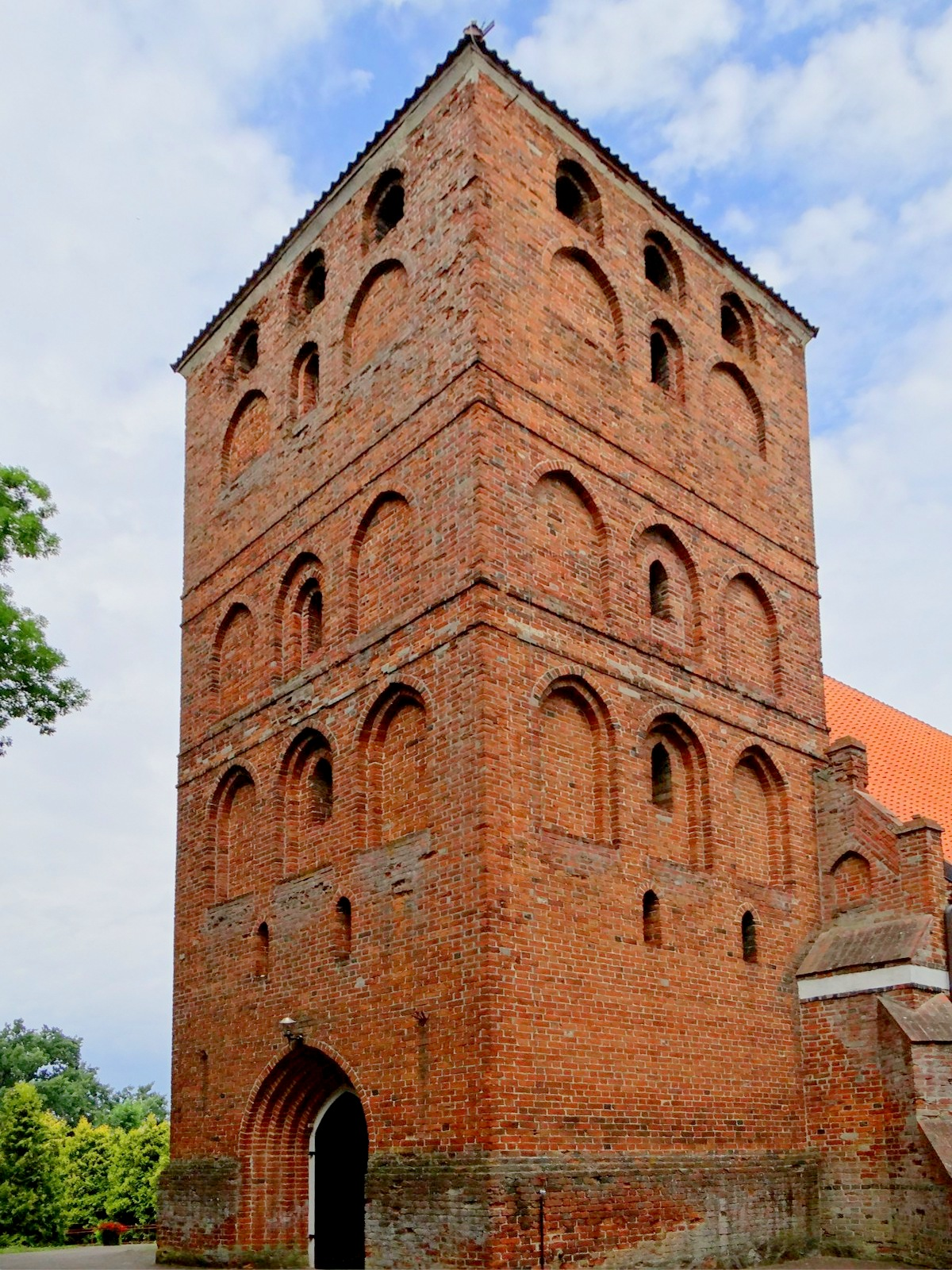
Wieża Kościoła Wniebowstąpienia Pańskiego

Kościół w miejscowości został zbudowany w XIV wieku. W latach późniejszych był przebudowywany. Od 1591 r. mieściła się w Starym Dierzgoniu parafia ewangelicka. W miejscowości mieszkała także ludność polska; księgi starostwa w Przezmarku z 1601 r. wymieniają nazwiska: Jan Wira, Bartosz Wircha, Jędrzej Naroga, Szymon Szkolnik, Michał Subnik, Jan Kopacznik, Jerzy Zawiel, Benedykt Rostópka, Jakub Mróz, Stanisław i Marcin Klucznicy.
Po sekularyzacji w 1525 miejscowość znalazła się w okręgu górnopruskim Prus Książęcych w starostwie Przezmark. W wyniku reformy Fryderyka II w 1752 starostwo weszło w skład nowego powiatu Morąg. 
Stary Dzierzgoń był siedzibą urzędu leśnego, któremu podlegała Puszcza Pruska. Pod koniec XVIII w. utworzono dwa nadleśnictwa, jedno w Starym Dzierzgoniu, drugie w Siemianach.
Szkoła w Starym Dzierzgoniu powstała pod koniec XVII wieku. Przed 1945 r. była to szkoła trzyklasowa z trzema nauczycielami. Do szkoły w Starym Dzierzgoniu uczęszczali także uczniowie z Bartnych Łąk, Zakrętu i leśnictwa Białe Błota.
W 1782 r. w miejscowości odnotowano 53 domy („dymy”), w 1817 r. było już 59 domów z 422 mieszkańcami, a w 1858 r. – 74 domy i 674 mieszkańców. W 1831 r. po separacji powstał przysiółek Piaski. W 1919 r. w Starym Dzierzgoniu było 735 mieszkańców. W 1939 r. gmina Stary Dzierzgoń liczyła 254 gospodarstwa domowe i 988 mieszkańców.
W 1973 r. Stary Dzierzgoń należał do powiatu morąskiego. W latach 1975–1998 miejscowość należała administracyjnie do województwa elbląskiego.
Przy drodze do Susza lipa o obwodzie 5,5 m, a na obok cmentarza sosna o obwodzie 3 m.

## Zabytki

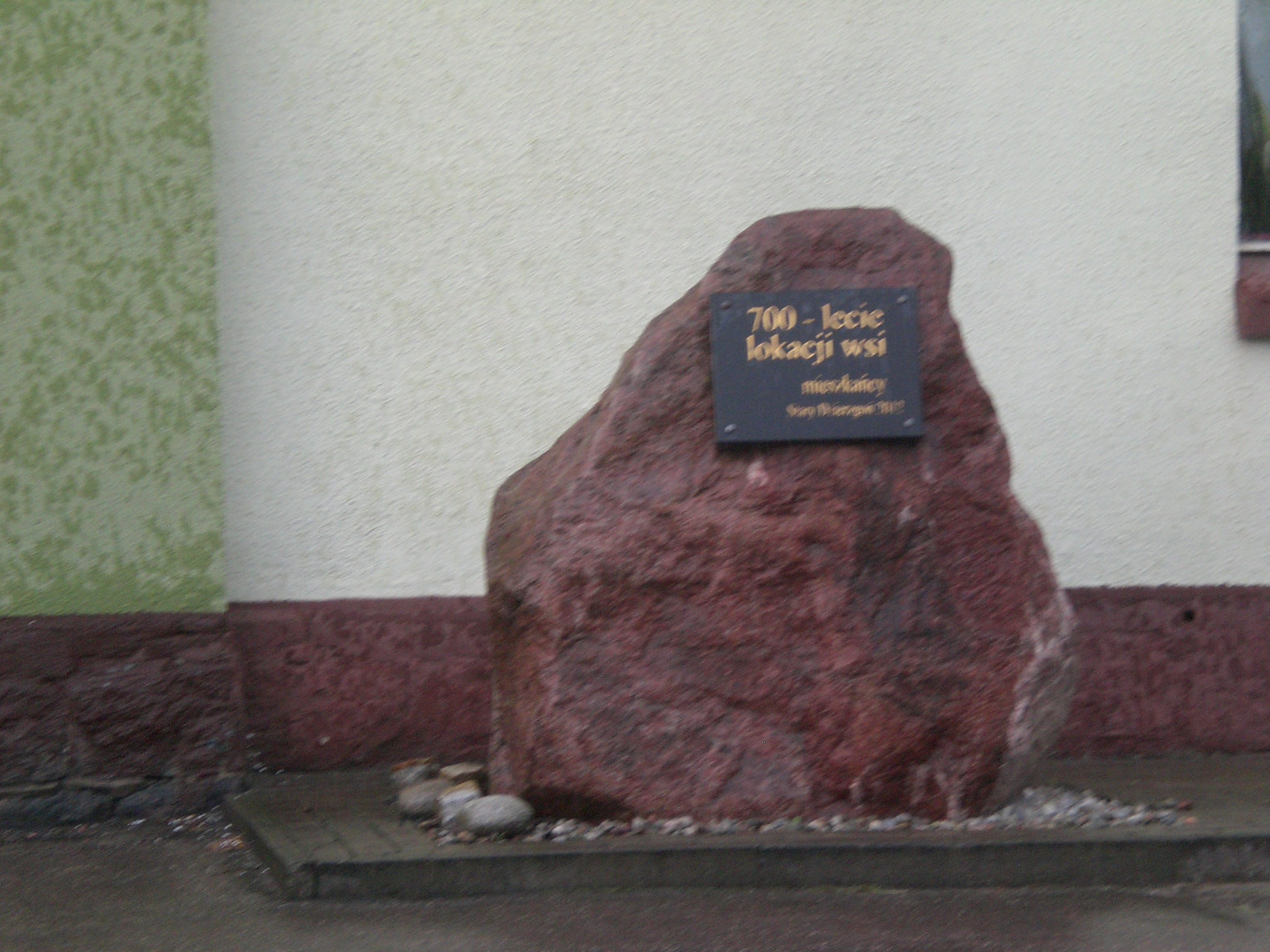
Głaz z tablicą upamiętniający 700-lecie lokacji wsi

Według rejestru zabytków NID na listę zabytków wpisany jest kościół pw. Wniebowstąpienia Pańskiego, poł. XIV, po 1959, nr rej.: A-483 z 1.08.1968.
Gotycki kościół Wniebowstąpienia Pańskiego, ceglany, zbudowany ok. poł. XIV wieku; salowy, z wieżą frontową zwieńczoną ostrosłupowym hełmem.